# Писарев, Александр Иванович
Александр Иванович Писарев (14 [26] июля 1803, с. Знаменское, Орловская губерния — 15 марта 1828, Москва) — русский драматург и поэт, переводчик, автор водевилей, театральный критик.

## Биография
Александр Писарев родился в дворянской семье Орловской губернии; сын небогатого помещика, дядя Д. И. Писарева и родственник А. А. Писарева. В 1817 поступил в Московский университетский благородный пансион, который окончил в 1821 с отличием. Рано проявил интерес к литературе, ещё в пансионе пробовал себя в разных родах и жанрах. По воспоминаниям С. Т. Аксакова, «вся пансионская молодёжь признавала его превосходство…» По окончании подал прошение о принятии в Московский университет вольнослушателем, но посещал ли лекции — неизвестно.
В 1821 вошёл в кружок Общества Любителей Российской словесности. Прославился эпиграммами на «Московский телеграф» Н. А. Полевого. Публиковал стихи и куплеты в «Трудах ОЛРС» и «Вестнике Европы».

Вместе с М. Дмитриевым Писарев участвовал на стороне «классиков» почти во всех литературных спорах, выступая со своими эпиграммами, водевильными куплетами против Вяземского, А. С. Грибоедова. Современники отмечали: 
Склонность Писарева к литературным «дракам» была совершенно исключительной. Любивший его С. Аксаков писал о нем: «раздражительность, желчность ослепляли его, и в число его литературных врагов попали такие люди, которые заслуживали полного уважения по своим талантам».
В начале 1820-х поступил на незначительную должность в репертуарную часть конторы Московского императорского театра.
Переводил и переделывал для русской сцены французские водевили, переиначивая их на русский лад и сочиняя к ним куплеты. Сам стал автором оригинальных водевилей, которые успешно шли на сценах императорских театров, всего написал 23 водевиля и комедии (издано около 12).

Одно время он считался первым водевилистом России, хотя, судя по его примечаниям к изданию пьесы «Пятнадцать лет в Париже» (Москва, 1828), он сам не ставил этот жанр высоко: 
«нынешние комики должны ограничиться комедией нравов; драма… становится настоящею комедией нашего времени; все просто забавное слишком походит на мгновенные произведения водевиля». 
Он видел театр как развлечение, не признавая его социально-идейного значения, потому категорически выступал против серьёзных пьес, поднимающих общественно значимые проблемы. Театральная энциклопедия отмечает:
Утверждая, что задача т-ра — не исправление нравов, не этич. воспитание об-ва, а прежде всего развлечение, П. не признавал «Горя от ума», спорил с представителями революц. романтизма. 
Однако сам он в своей драматургии затрагивал общественные пороки: погоню за чинами, власть «капитала», боязнь общего мнения, взяточничество, подкуп судей и чиновников. Значение водевилей Писарева для русской сцены бесспорно. В. Г. Белинский о водевилях Писарева: «Все наши теперешние водевилисты, вместе взятые, не стоят одного Писарева».
Музыку к его сочинениям писали композиторы А. Н. Верстовский, А. А. Алябьев и Ф. Е. Шольц. Исполнителями ролей были М. С. Щепкин, П. С. Мочалов, В. И. Рязанцев, А. М. Сабуров, Н. В. Репина, М. Д. Львова-Синецкая.
Вместе с А. Верстовским, который часто писал музыку для его водевилей, Писарев издал «Драматический альбом для любителей театра и музыки на 1826 г.» (Москва, 1826).
Неизданной осталась сатира Писарева под заглавием: «Певец на биваках у подошвы Парнаса» — пародия на «Певца во стане русских воинов» Жуковского, осмеивающая многих московских литераторов и учёных.
Водевили Писарева:
- «Лукавин» (переделка «Школы злословия» Шеридана[2], Москва, 1823, в главной роли — П. С. Мочалов)
- «Поездка в Кронштадт» (Москва, 1824, в главной роли — П. С. Мочалов)
- «Наследница» (Москва, 1824)
- «Учитель и ученик, или В чужом пиру похмелье» (М., 1824)
- «Забавы калифа, или Шутки на одни сутки» (М., 1825, с музыкой Ф. Е. Шольца, А. А. Алябьева, А. Н. Верстовского)
- «Хлопотун, или Дело мастера боится» с музыкой А. А. Алябьева и А. Н. Верстовского (Москва, 1824—1825, Малый театр, в роли Репейкина — М. С. Щепкин)
- «Волшебный нос, или Талисман и финики» (М., 1825)
- «Три десятки, или Новое двухдневное приключение» (опера-водевиль в 3 д. Переделка с франц. Музыка А. А. Алябьева и А. Н. Верстовского; Москва, Малый театр, премьера 19 ноября 1825)
- «Пять лет в два часа» (М., в январе 1828 г.)
- «Средство выдать дочерей замуж» (М., 1828 г.)
- «Пятнадцать лет в Париже», М., 1828)
- «Три десятка»

и др.
Около 1827 года в творческом сознании Писарева происходят перемены. Он решил взяться за серьёзную тему — написать историческую комедию «Христофор Колумб». М. Погодин записал в дневнике 2 февраля 1828 года: «… Вечеру ездил с Швыревым к умирающему Писареву и с состраданием слушал прекрасный план его „Колумба“. Ну, если он не приведет его в исполнение и не оставит по себе этого следа? Швырев должен выслушать ещё раз и быть, чего не дай Бог, его душеприказчиком».
Умер в 24 года от чахотки 15 марта 1828 года.
В некрологе Сергей Тимофеевич Аксаков горько писал: «Все заставляло ожидать от него комедий аристофановских…».